# Myanmar Airways
Myanmar Airways är ett myanmariskt flygbolag, med huvudkontoret i den före detta huvudstaden Rangoon med dess huvudflygplats Rangoons internationella flygplats. Bolaget grundades 1948 som Union of Burma Airways (UBA), bytte namnet till Burma Airways december 1972 och till Myanmar Airways den 1 april 1989.
De har bland annat flugit:
- ATR 42
- ATR 72
- Boeing 737
- Douglas DC-3/C-47
- Fokker F27
- Fokker F28
- Handley Page Marathon
- Vickers Viscount
- Xian MA60